# Алексеевский (Челябинская область)
Алексе́евский — посёлок в Агаповском районе Челябинской области. Входит в состав Магнитного сельского поселения.

## География
Посёлок находится на юго-западе Челябинской области, на правом берегу реки Казьбы (Куйсак), на расстоянии 64 км от села Агаповка, административного центра района. Абсолютная высота 384 метра над уровнем моря. Ландшафт: ковыльно-типчаковая степь. В окрестностях имеются редкие берёзовые колки и небольшие лесные массивы.

## История
Хутор Алексеевский, из которого позднее развился посёлок, был основан крестьянами-переселенцами в 1900 году в черте дополнительного земельного надела поселка Черниговского. Фактическая дата  основания хутора установлена и подтверждена указанием на документальные свидетельства краеведом Ю. Я. Козловым.
В советский период на территории посёлка функционировало 4-е отделение совхоза «Магнитный».
| 1970 | 1995 | 2002 | 2010 |
| ---- | ---- | ---- | ---- |
| 295  | ↘291 | ↗301 | ↘293 |

Гендерный состав
По данным Всероссийской переписи населения 2010 года в гендерной структуре населения мужчины составляли 45,7 %, женщины — 54,3 %.
Национальный состав
Согласно результатам переписи 2002 года, в национальной структуре населения казахи составляли 43 %, русские — 43 %.

## Инфраструктура
В посёлке функционируют структурное подразделение Магнитной средней школы, сельский клуб и фельдшерско-акушерский пункт.

## Улицы
Уличная сеть посёлка состоит из 3 улиц.